# دیو وریتی
دیو وریتی (انگلیسی: Dave Verity؛ زادهٔ ۲۱ سپتامبر ۱۹۴۹) بازیکن فوتبال اهل بریتانیا است.
از باشگاه‌هایی که در آن بازی کرده‌است می‌توان به باشگاه فوتبال اسکانتورپ یونایتد و باشگاه فوتبال یئوویل تاون اشاره کرد.